# World Series of Darts 2013
Die World Series of Darts 2013 war eine Serie von Einladungsturnieren der Professional Darts Corporation (PDC), die im Jahr 2013 zum ersten Mal ausgetragen wurde. Sie bestand aus zwei Events, die in Dubai und Sydney ausgetragen wurden.

## Format
An der Turnierserie nahmen pro Turnier acht bzw. 16 Spieler teil. Das Teilnehmerfeld setzte sich aus den acht bestplatzierten Spielern der PDC Order of Merit und bis zu acht lokalen Qualifikanten zusammen.
Die Turniere wurden im K.-o.-System gespielt. Spielmodus bei allen Turnieren war ein best of legs. Die Distanz der best of legs war bei den Turnieren unterschiedlich.

## Spielorte
Die erste World Series of Darts wurde in den Vereinigten Arabischen Emiraten und in Australien ausgetragen.
| Dubai |

| Sydney |

## Preisgeld
Beim Dubai Darts Masters 2013 wurden insgesamt $ 245.000 an Preisgeldern ausgeschüttet. Das Preisgeld verteilte sich unter den Teilnehmern wie folgt:
| Position (Anzahl der Spieler) | Position (Anzahl der Spieler) | Preisgeld |
| ----------------------------- | ----------------------------- | --------- |
| Gewinner                      | (1)                           | $ 65.000  |
| Finalist                      | (1)                           | $ 40.000  |
| Halbfinalisten                | (2)                           | $ 30.000  |
| Viertelfinalisten             | (4)                           | $ 20.000  |
|                               |                               |           |
|                               |                               | $ 245.000 |

Beim Sydney Darts Masters 2013 beschränkte sich das Preisgeld auf $ 73.000.
| Position (Anzahl der Spieler) | Position (Anzahl der Spieler) | Preisgeld |
| ----------------------------- | ----------------------------- | --------- |
| Gewinner                      | (1)                           | $ 20.000  |
| Finalist                      | (1)                           | $ 10.000  |
| Halbfinalisten                | (2)                           | $ 7.500   |
| Viertelfinalisten             | (4)                           | $ 5.000   |
| Achtelfinalisten              | (8)                           | $ 1.000   |
|                               |                               |           |
|                               |                               | $ 73.000  |

Da es sich um Einladungsturniere handelte, wurden die erspielten Preisgelder bei der Berechnung der PDC Order of Merit nicht berücksichtigt.

## Teilnehmer
Für die World Series of Darts 2013 waren die Top 8 der PDC Order of Merit automatisch qualifiziert.
Dies waren folgende Spieler:
1. Phil Taylor
2. Michael van Gerwen
3. Adrian Lewis
4. James Wade
5. Simon Whitlock
6. Andy Hamilton
7. Wes Newton
8. Raymond van Barneveld

## Ergebnisse
| Nr. | Datum          | Event                | Austragungsort              | Sieger             | Ergebnis | Finalist              |
| --- | -------------- | -------------------- | --------------------------- | ------------------ | -------- | --------------------- |
| 1   | 23.–24. Mai    | Dubai Darts Masters  | Dubai, Dubai Tennis Stadium | Michael van Gerwen | 11 : 7   | Raymond van Barneveld |
| 2   | 29.–31. August | Sydney Darts Masters | Sydney, Luna Park           | Phil Taylor        | 10 : 3   | Michael van Gerwen    |

## Übertragung
Im deutschsprachigen Raum wurden die Veranstaltungen nicht im TV ausgestrahlt.
International wurden alle Spiele durch die PDC auf livepdc.tv übertragen.